# Суслов Володимир Павлович
Володимир Павлович Суслов (23 серпня 1923, Миколаїв — 11 березня 1996, Москва) — радянський дипломат. Надзвичайний і повноважний посол СРСР і Росії.

## Біографія
Учасник Великої Вітчизняної війни. На посаді командира відділення кулеметної роти 685-го стрілецького полку брав участь у Сталінградської битви, був важко поранений.
На дипломатичній роботі з 1948 року.
- У 1948—1953 роках — співробітник центрального апарату МЗС СРСР.
- У 1953—1955 роках — співробітник Постійного представництва СРСР при ООН.
- У 1955—1957 роках — на відповідальній роботі в центральному апараті МЗС СРСР.
- У 1957—1961 роках — радник Постійного представництва СРСР при ООН.
- У 1961—1962 роках — радник МЗС СРСР.
- У 1962—1963 роках — старший помічник міністра закордонних справ СРСР А. А. Громико.
- У 1963—1965 роках — заступник Генерального секретаря ООН із політичних питань і справ Ради міжнародної безпеки.
- У 1965—1973 роках — на відповідальній роботі в центральному апараті МЗС СРСР.
- З 1973 року — завідувач II Європейським відділом, член колегії МЗС СРСР.

Похований у Москві на Троєкурівському цвинтарі.

## Нагороди
- Орден Вітчизняної війни I ступеня (11.03.1985)
- 3 ордена Трудового Червоного Прапора (31.12.1966; 22.10.1971; 27.12.1977)
- Орден Дружби народів (22.08.1983)
- медаль «За відвагу» (10.12.1942)
- інші медалі